# MM Возничего
MM Возничего (лат. MM Aurigae) — двойная затменная переменная звезда типа Алголя (EA) в созвездии Возничего на расстоянии (вычисленном из значения параллакса) приблизительно 14745 световых лет (около 4521 парсека) от Солнца. Видимая звёздная величина звезды — от +16,5m до +15,6m. Орбитальный период — около 0,7746 суток (18,59 часов).

## Характеристики
Первый компонент — оранжевая звезда спектрального класса K. Эффективная температура — около 4882 К.